# カルヴィナー
カルヴィナー （チェコ語: Karviná [ˈkarvɪnaː] ( 音声ファイル), ポーランド語: Karwina [karˈvina] ( 音声ファイル), ドイツ語: Karwin [ˈkarviːn]）は、チェコのモラヴィア・スレスコ州の都市。オルザ川沿いにある。カルヴィナー郡の行政中心地。歴史的地域テシンスケー・スレスコ（旧チェシン公国）に含まれ、チェコの重要な石炭採掘中心地である。近隣の町村と共にオストラヴァ・カルヴィナー炭田を形成する。
人口の8.5%がスロバキア人、8%がポーランド人である 。この人口は歴史的に減少している。一方でロマ人口が増加している。

## 歴史
19世紀まで、カルヴィナーは重要なフリシュタートの町近郊の、重要性の低いテシンスケー・スレスコの寒村だった。石炭の発見が、カルヴィナーや周辺の村々の急速な発展を招き、鉄道路がすぐ建設された。1920年にテシンスケー・スレスコが分割された後、国の主要鉱業中心地としてチェコスロバキアの一部となった。1923年に市となった。1938年10月、ポーランドに併合されザオルジエとして知られる地方に加えられた。第二次世界大戦中、ナチス・ドイツの一部となった。戦後再びチェコスロバキアに戻った。1948年、カルヴィナーの再編が行われ、フリシュタートとダルコフ、ラーイなど周辺町村が合併し、新しい市カルヴィナーとなった。フリシュタートの紋章がカルヴィナー市の紋章となった。フリシュタートは、この工業都市の歴史的中心地となった。
カルヴィナーは、チェコ国内の少数派ポーランド人の重要な文化・教育中心地となっている。

## ゆかりの人々
- ヤロスラフ・バーバ　-　走高跳の陸上選手。アテネオリンピック走高跳銅メダリスト
- ペトラ・ニェムツォヴァー　-　ファッションモデル
- ラデク・シュツェパーネク　-　テニス選手
- ダナ・ザトペコワ　-　チェコスロバキア陸上選手。ヘルシンキオリンピック女子やり投金メダリスト

## 姉妹都市
- ヤストシェンビェ・ズドルイ、ポーランド
- ヤヴォジュノ、ポーランド
- マルチン、スロバキア
- リブニク、ポーランド
- ヴォジスワフ・スラースキ（英語版）、ポーランド

## 参照
- Cicha, Irena; Kazimierz Jaworski, Bronisław Ondraszek, Barbara Stalmach and Jan Stalmach (2000). Olza od pramene po ujście. Český Těšín: Region Silesia. ISBN 80-238-6081-X